# Ernst Konstantin von Hessen-Philippsthal
Princ Ernst Konstantin von Hessen-Philippsthal (rusko Эрнст Константин Филиппстальский), nemški general, * 8. avgust 1771, † 25. december 1849.
Bil je eden izmed pomembnejših generalov, ki so se borili med Napoleonovo invazijo na Rusijo; posledično je bil njegov portret dodan v Vojaško galerijo Zimskega dvorca.

## Življenje
29. maja 1808 je kot podpolkovnik prestopil iz hessensko-kasselske vojske v rusko; z istim činom je bil dodeljen 6. lovskemu polku ter bil istočasno imenovan za adjutanta feldmaršala Prozorovskega. 
Oktobra 1811 je bil zaradi ran upokojen, a je bil 23. junija 1812 reaktiviran kot polkovnik in dodeljen kot vrhovni oskrbovalni častnik generala Platova. Za zasluge je bil 15. julija 1813 povišan v generalmajorja. Ob koncu vojne je bil imenovan za poveljnik Lahke gardne konjeniške divizije in 22. avgusta 1826 je bil povišan v generalporočnika. 
9. septembra 1836 je bil upokojen s činom generala konjenice in se vrnil nazaj v kneževino Hessen-Kassel.